# Unione Sportiva Pro Vercelli 1932-1933
Questa voce raccoglie le informazioni riguardanti l'Unione Sportiva Pro Vercelli nelle competizioni ufficiali della stagione 1932-1933.

## Rosa
| N. |                   | Ruolo | Calciatore            |
| -- | ----------------- | ----- | --------------------- |
|    | Italia (bandiera) | P     | Natale Balossino      |
|    | Italia (bandiera) | P     | Egidio Scansetti      |
|    | Italia (bandiera) | D     | Mario Zanello         |
|    | Italia (bandiera) | D     | Achille Dellarole (I) |
|    | Italia (bandiera) | D     | Germano Lanino        |
|    | Italia (bandiera) | D     | Rinaldo Pretti        |
|    | Italia (bandiera) | D     | Angelo Beltaro        |
|    | Italia (bandiera) | C     | Mario Ardissone       |
|    | Italia (bandiera) | C     | Teobaldo Depetrini    |
|    | Italia (bandiera) | C     | Giovanni Bigando      |
|    | Italia (bandiera) | C     | Luigi Bajardi         |
|    | Italia (bandiera) | C     | Luciano Degara        |

| N. |                   | Ruolo | Calciatore              |
| -- | ----------------- | ----- | ----------------------- |
|    | Italia (bandiera) | C     | Teresio Traversa        |
|    | Italia (bandiera) | C     | Mario Ferraris (I)      |
|    | Italia (bandiera) | C     | Giovanni Giva Magnetti  |
|    | Italia (bandiera) | C     | Pietro Perotti          |
|    | Italia (bandiera) | C     | Elia Piazzano           |
|    | Italia (bandiera) | A     | Luigi Casalino          |
|    | Italia (bandiera) | A     | Silvio Piola            |
|    | Italia (bandiera) | A     | Ferdinando Santagostino |
|    | Italia (bandiera) | A     | Enrico Cerutti          |
|    | Italia (bandiera) | A     | Alfredo Gatti           |
|    | Italia (bandiera) | A     | Giuseppe Seccatore      |

## Statistiche

### Statistiche di squadra
| Competizione | Punti | In casa | In casa | In casa | In casa | In casa | In casa | In trasferta | In trasferta | In trasferta | In trasferta | In trasferta | In trasferta | Totale | Totale | Totale | Totale | Totale | Totale | DR  |
| Competizione | Punti | G       | V       | N       | P       | Gf      | Gs      | G            | V            | N            | P            | Gf           | Gs           | G      | V      | N      | P      | Gf     | Gs     | DR  |
| ------------ | ----- | ------- | ------- | ------- | ------- | ------- | ------- | ------------ | ------------ | ------------ | ------------ | ------------ | ------------ | ------ | ------ | ------ | ------ | ------ | ------ | --- |
| Serie A      | 29    | 17      | 11      | 1       | 5       | 32      | 26      | 17           | 2            | 2            | 13           | 10           | 32           | 34     | 13     | 3      | 18     | 42     | 58     | -16 |

### Statistiche dei giocatori
| Giocatore        | Serie A  | Serie A |
| Giocatore        | Presenze | Reti    |
| ---------------- | -------- | ------- |
| M. Ardissone     | 28       | 0       |
| L. Bajardi       | 12       | 1       |
| N. Balossino     | 19       | -30     |
| A. Beltaro       | 5        | 0       |
| G. Bigando       | 16       | 0       |
| L. Casalino      | 33       | 10      |
| E. Cerutti       | 26       | 9       |
| L. Degara        | 12       | 1       |
| A. Dellarole     | 30       | 0       |
| T. Depetrini     | 28       | 1       |
| M. Ferraris      | 6        | 0       |
| A. Gatti         | 5        | 0       |
| G. Giva Magnetti | 5        | 0       |
| G. Lanino        | 27       | 0       |
| P. Perotti       | 1        | 0       |
| E. Piazzano      | 1        | 0       |
| S. Piola         | 32       | 11      |
| R. Pretti        | 5        | 0       |
| F. Santagostino  | 31       | 3       |
| E. Scansetti     | 15       | -28     |
| G. Seccatore     | 1        | 0       |
| T. Traversa      | 6        | 1       |
| M. Zanello       | 30       | 4       |